# Атанас Георгиев
Атанас Георгиев-Чорбаджи е български възрожденец и чорбаджия, който взема дейно участие в църковните борби през XIX век. Той е дядо на Петър Дънов, основателя на Всемирното бяло братство.

## Биография
Атанас Георгиев е роден в село Гулица, Поморийско, около 1805 г. Баща му Георги (наричан от гърците Йоргаки) Фучеджиоглу е чорбаджия (мухтар) на селото, а коренът му е от виден български род в Призренско, който през втората половина на XVIII век заедно с група съселяни напуска родното място и се заселва във Варненско.
Образованието на Атанас започва в близкото село Еркеч, при енорийския свещеник отец Михаил. След това баща му го изпраща в гръцкото училище в Месембрия, където изучава гръцки, и на уроци при тамошния ходжа за усвояване на турския език.
През 1820 – 1821 година по време на Гръцката завера заедно с много селски първенци баща му е арестуван и всички са затворени в Месембрия. Мнозина са екзекутирани, но при изпълнение на смъртното наказание на групата, в която е бащата, настава страшна буря, пашата я възприема като поличба и харизва живота на осъдените християни. По време на Руско-турската война от 1828 – 1829 г. младият Атанас Георгиев постъпва като преводач при русите. След войната и тяхното оттеглянето баща му и много други семейства напускат Голица и тръгват на север; той обаче спира в с. Хадърча и се заселва там. Няколко години след това умира и Атанас става глава на семейството. Бива избран за мухтар на селото и придобива почетното звание „чорбаджи“. Във варненския район е известен и като „Атанас Чорбаджи Хъдърчелията“. Оженва се и има три деца: Петър, Злати и Добра. Син на дъщеря му Добра е Петър Дънов.
Атанас Георгиев сам и на свои разноски отваря през 1847 г. първото българско училище в селото. За учител назначава младия Константин Дъновски от родопското село Устово – така той става първият български учител не само в Хадърча, но и в цялата Варненска област. Дъновски започва работа с 10 – 15 ученици в приспособения за учебна стая килер на чорбаджи Атанасовата къща и тогава ентусиазираните селяни възприемат отколешната идея на чорбаджията да се построи училище. Същевременно чорбаджи Атанас ги убеждава да направят и българска църква. Започва строежът на специална сграда с две стаи. Едната е за училище, а другата – за църква. Но гръцките интриги спират строителството. С продължителни усилия (цяла година) и с дипломатичност към гърци и турци чорбаджи Атанас успява да издейства разрешение от турските големци във Варна за продължаване на строежа. На 26 октомври 1851 г. в присъствието на много селяни от съседните села църквата е осветена от самия Варненския митрополит Порфирий. Наименована е „Свети Атанасий Александрийски“, на светията на Атанас Георгиев. За поп е назначен не грък, а българин – Иван Громов.
Усилията на чорбаджи Атанас за българска просвета се насочват и към Варна и целия регион. Той се превръща във водач на борбите за църковна независимост. Учителят Константин Дъновски, негов съмишленик и зет, става свещеник във Варна и двамата заедно бунят духовете на българите в града. Варненци си съставят община, отварят българско училище (в дома на занаятчията Балтаджи Петко) и повеждат дълга борба за българска черква. На 3 април 1860 г. Иларион Макариополски провъзгласява в Цариград независимостта на Българската православна църква, което окуражава всички българи. Атанас Георгиев в съгласие с варненските първенци-българи свиква на 21 май събрание в с. Хадърча от първенците на селата, на което им съобщава за църковния въпрос. Всички присъстващи единогласно решават и протоколират, че се отказват от гръцката Патриаршия и нейните владици и занапред свещеноначалник ще им бъде Иларион Макариополски. На 24 юли се състои друго събрание, с първенци и от околните градове: Провадия, Добрич и Балчик, които единогласно приемат протокола от преходното събрание и упълномощават чорбаджи Атанас да отиде в Цариград, за да говори от името на всички българи от Варненския санджак по църковния въпрос, а също и да иска фермани за построяване на българско училище и българска църква във Варна. Атанас Чорбаджи се отправя за Цариград, където остава да работи за отстояването на българските народностни интереси.
Почива на 20 юли 1865 г., по време на холерна епидемия. С оставените от него пари изпращат в родината му огромна надгробна плоча, за да пази паметта му, поставена в двора на църквата „Свети Атанасий“ в Хадърча.

## Памет
На негово име е наречена бившата улица IV във Варна. Tова решение е взето през март 1912 г. на тържествено събрание на Варненското археологическо дружество по случай петдесетгодишнината на първото българско училище в града. Председателят на дружеството Херман Шкорпил предлага да се преименуват 30 улици (наречени линии) с имената на заслужили дейци на учебното дело и възраждането на българщината във Варна.